# Haemaphysalis hoogstraali
Haemaphysalis hoogstraali är en fästingart som beskrevs av Glen M. Kohls 1950. Haemaphysalis hoogstraali ingår i släktet Haemaphysalis och familjen hårda fästingar. Inga underarter finns listade i Catalogue of Life.